# Wilhelm Schupp (Sänger)
Wilhelm Schupp (* 30. April 1947 in Wien; † 29. Dezember 2015) war ein österreichischer Operettensänger (Tenor), Regisseur und Intendant.

## Leben
Schupp erhielt seine Ausbildung als Tenor am Konservatorium der Stadt Wien und war jahrelang Mitglied des Wiener Volksopern-Ensembles. Als Tenor interpretierte er zahlreiche Operettenrollen an der Volks- und Staatsoper Wien sowie weiteren Häusern in Österreich und Deutschland.
1973 rief er in Wien das Operetten- und Schauspielensemble Thalia Theater in der Heiligenstädter Straße ins Leben und sorgt seither für regelmäßige Inszenierungen von Operetten und musikalischen Komödien.
1984 gründete er gemeinsam mit der Kurverwaltung Bad Hall die Robert-Stolz-Festspiele. Diese wurden 1989 in Bad Haller Operettenfestspiele umbenannt und es wurden danach auch Werke anderer Komponisten aufgeführt. Schupp war von 1984 bis zu seinem Tod 2015 Intendant, Regisseur, Sänger und Bühnenbildner. Unter seiner Leitung und Mitwirkung gelangten in 32 von Juni bis August dauernden Saisonen rund 450 Vorstellungen mit mehr als 200.000 Zusehern zur Aufführung.
Daneben zeichnet er für 151 Bühnenproduktionen verantwortlich, bei denen er bei 72 selber Regie geführt hat. Er organisierte rund 800 Konzerte, wo er moderierte und sang.

## Auszeichnungen
- Berufstitel Professor h. c.
- Kulturmedaille des Landes Oberösterreich, 2011
- Goldenes Verdienstzeichen der Republik Österreich, 2014